# Хедлин, Эрик
Эрик Хедлин (англ. Eric Hedlin; родился 18 апреля 1993 года в Калгари, Канада) — канадский пловец, призёр чемпионатов мира. Бронзовый призёр летней Универсиады в Казани. Специализируется в плавании на открытой воде.

## Биография
Эрик Хедлин родился 18 апреля 1993 года в городе Калгари. До окончания средней школы Ла-Хойя жил в Сан-Диего в Калифорнии. После вернулся в Канаду, чтобы активно тренироваться, а также обучаться в университете Виктории. Его старшая сестра, доктор Марго Хедлин, является врачом, а его младший брат, Пол Хедлин, в настоящее время является студентом Ванкуверской школы экономики в Университете Британской Колумбии.
В 2013 году он выступил на Универсиаде в Казани. На дистанции 800 метров вольным стилем он завоевал бронзовую медаль.
На чемпионате мира 2013 года канадский пловец на дистанции 5 километров приплыл вторым и завоевал серебряную медаль.
На чемпионате планеты 2019 года в корейском Кванджу в первый соревновательный день, на дистанции 5 километров он пришёл к финишу третьим, отстав от победителя на 10,2 секунды.